# Bordj Tamentfoust
Bordj Tamentfoust (en árabe: برج تامنفوست) es un fuerte otomano en la ciudad de Tamentfoust, Argelia. El fuerte se encuentra entre varios fuertes otomanos construidos durante la gobierno otomano de Argelia, que se establecieron para proteger la ciudad de Argel. Con la excepción de Bordj Tamentfoust, la mayoría de los fuertes ya no existen o no están en buenas condiciones. El fuerte fue construido en el punto más alto de Tamentfoust, en el extremo occidental de la Bahía de Argel.

## Historia
Fue encargado en 1661 durante el gobierno de Ismail Pasha, por parte de Agha Ramadan. Fue renovado más tarde en 1685 por Hussein Mozomorto, un dey procedente de Italia. La fecha exacta de construcción sigue siendo disputada. El historiador francés Émile Boutin dice que fue construido en 1685 en respuesta a la campaña militar francesa dirigida por Abraham Duquesne de bombardear la ciudad de Argel. Otro historiador francés, Georges Marçais, dice que fue construido en 1722 bajo el gobierno de Muhammad Pasha.
El fuerte se habría enfrentado a los ataques franceses varias veces, dirigidos por Jean II d'Estrées bajo el encargo de Luis XIV en 1688. El 23 de julio de 1830, tuvo lugar en el fuerte la declaración oficial de la yihad contra Francia, en la que varios jefes de las tribus de la zona se reunieron allí, entre ellas Bani Khalil, Bani al-Khashana y  Bani al-Sabt.

## Arquitectura
Tiene forma octogonal y contiene doce habitaciones, once de las cuales se distribuyen en tres grupos en los lados que rodean el patio. Una de las habitaciones está configurada como sala de oración y contiene el mihrab sin ninguna decoración. Por encima de estas habitaciones hay una superficie con almenas que tienen un ojo de buey en ellas. El muro está construido con piedras grandes, y la altura de la fortaleza alcanza unos nueve metros desde el fondo del foso. El fuerte se unió a otro fuerte llamado "Bordj al-Ingliz" (árabe: برج الإنجليز) que también estaba equipado con un foso

## Galería

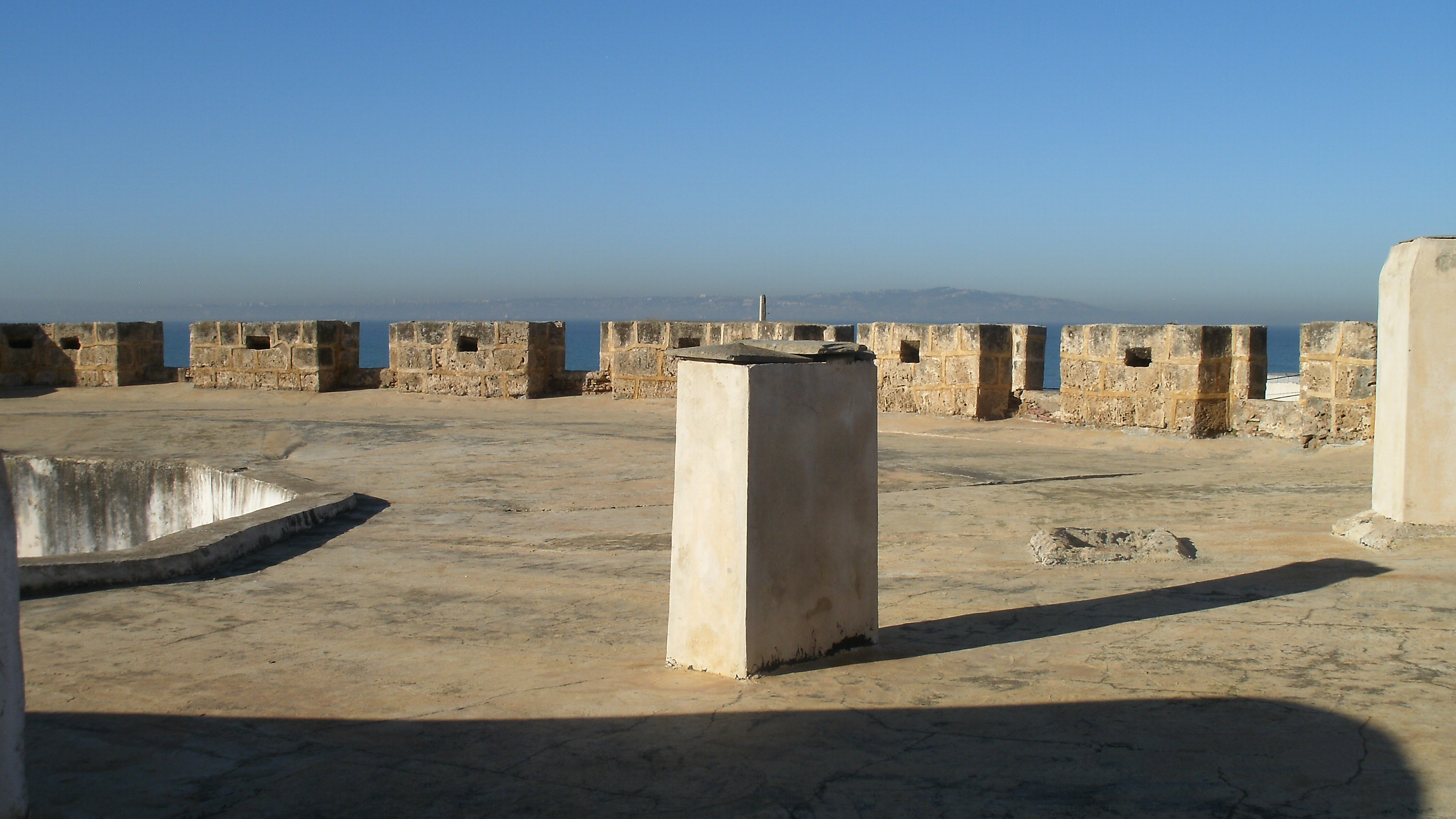
Almenas del fuerte